# Jovem Irlanda
Young Ireland, em irlandês Éire Óg, ou Jovem Irlanda foi um movimento político, cultural e social surgido em meados do século XIX na Irlanda. Renovou o nacionalismo irlandês e protagonizou mesmo uma revolta em 1848 suprimida pelas forças britânicas. Muitos dos seus líderes foram julgados por sedição e deportados para a Terra de Van Diemen. Desde o seu início e até finais da década de 1930, o movimento Young Ireland exerceu grande influência e inspirou futuras gerações de nacionalistas irlandeses.

## História

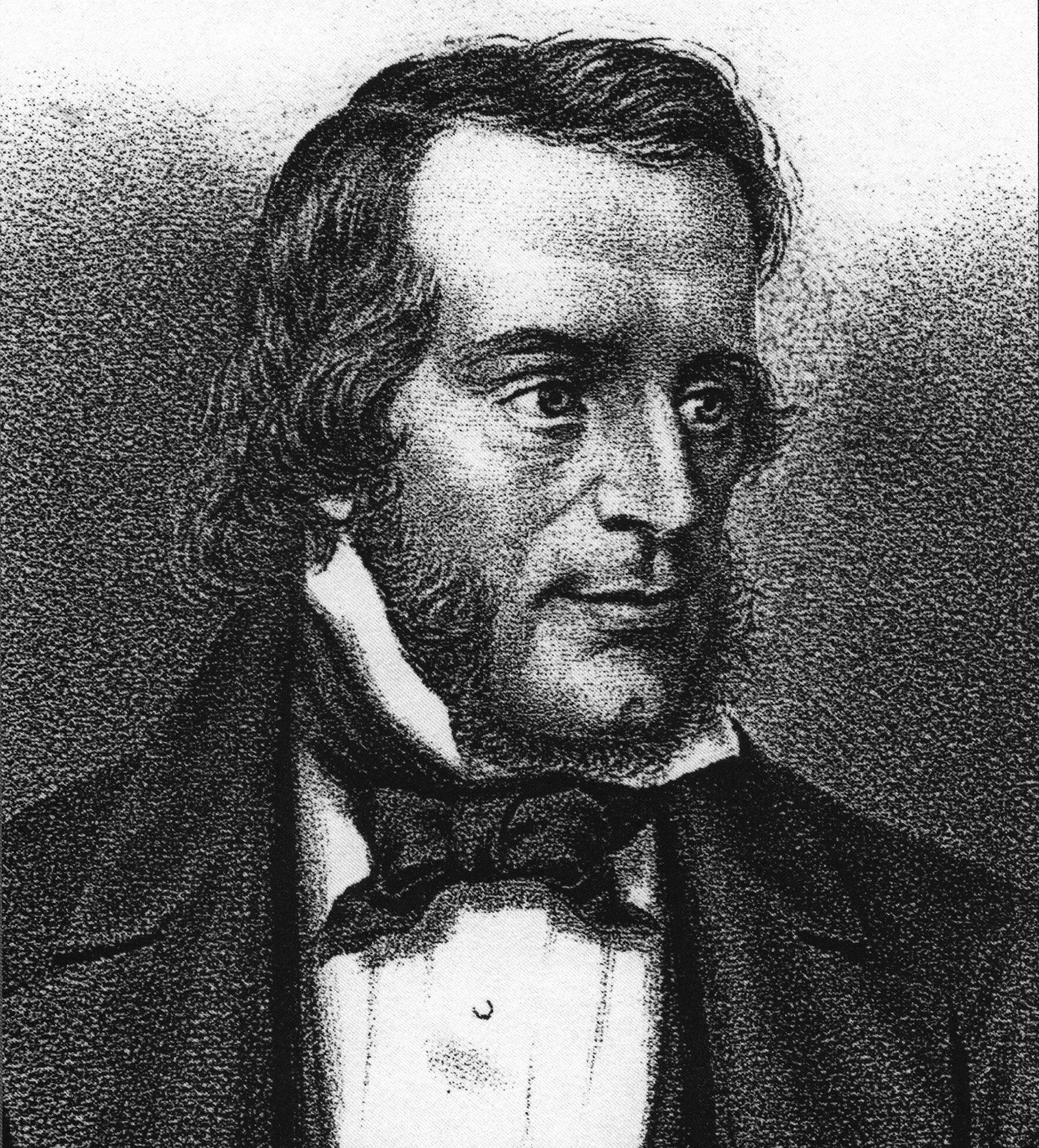
Thomas Davis

O nome "Jovem Irlanda" começou a ser usado para descrever um grupo de membros da Associação pela Derrogação estritamente vinculados ao jornal A Nação. Naquela época a Associação da Derrogação fazia campanha contra o Acto de União de 1800, que significava a união dos reinos da Grã-Bretanha e Irlanda. O termo foi aplicado pela imprensa inglesa, e posteriormente utilizado por Daniel O'Connell, de forma depreciativa durante declarações no Conciliation Hall.
A Jovem Irlanda fazia retroceder as suas origens à nova College Historical Society, fundada em 29 de março de 1839. Entre os membros desta nova sociedade estavam personalidades como John Blake Dillon, Thomas MacNeven, William Eliot Hudson e Thomas Davis, que foi eleito presidente em 1840.

## A secessão
Enquanto os membros da Jovem Irlanda permaneceram na Associação pró-derrogação, não invocaram o uso da força física na luta pela Derrogação, e condenaram qualquer política que defendesse essa postura. A introdução das "Peace Resolutions" por  O'Connell na Associação foi, de algum modo, uma tentativa de sugerir que os Young Irelanders podiam ser violentos. Estas "Peace Resolutions" afirmavam que não se podia justificar o emprego da força física sob nenhuma circunstância em nenhuma época, e isto era algo que se considerava de forma retrospectiva.

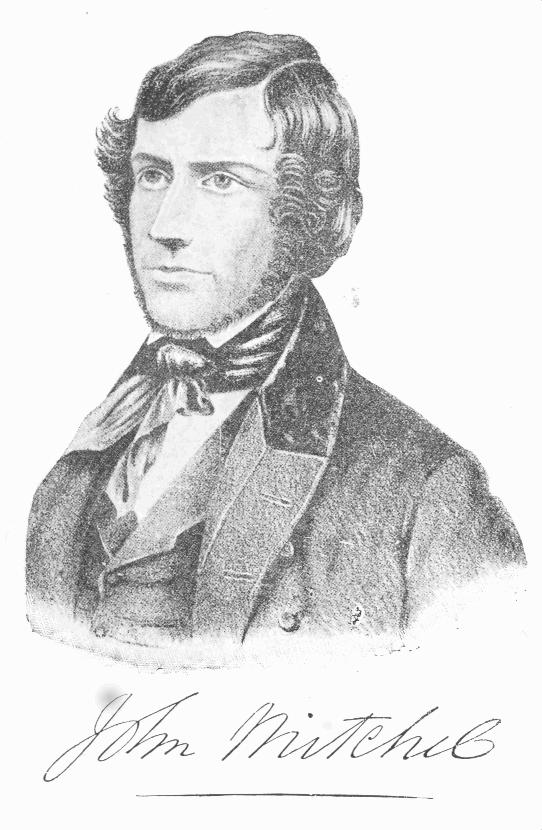
John Mitchel

Os membros da Jovem Irlanda apenas começaram a considerar o uso de força física quando abandonaram a Associação pró-Derrogação e formaram a Confederação Irlandesa.
Daniel O'Connell tinha ameaçado com o uso da força, durante a sua campanha pela Emancipação Católica, mas nunca teve vontade real de a usar. Isto ficou demonstrado depois do cancelamento do Monster Meeting convocado em Clontarf em 1843. Estes Monster Meetings (Reuniões Monstras) tinham sido uma criação de Thomas Davis, John Blake Dillon e Michael Doheny. O propósito destas concentrações era preparar as pessoas para as manobras e deslocamentos militares, embora, como isto era bastante perigoso, as reuniões fossem convocadas com outros fins. O'Connell conhecia perfeitamente esta estrateéia, mas posteriormente negá-la-ia e repudiaria os implicados. O encontro de Clontarf foi proibido pelo Governo Britânico, que ameaçou com o uso do exército. O'Connell tomou a decisão política de cancelar a concentração perante os planos governamentais para a suprimir. Isto fê-lo perder credibilidade frente aos britânicos - que só estavam dispostos a ceder se percebessem um risco real de revoltas. Os Young Irelanders sempre tinham apoiado O'Connell e a sua luta pela derrogação, mas depois dos acontecimentos de Clontarf decidiram desvincular-se da Associação.

### Leituras adicionais
- Malcolm Brown, The Politics of Irish Literature: from Thomas Davis to W.B. Yeats, Allen &  Unwin, 1973.
- Aidan Hegarty,	John Mitchel, A Cause Too Many, Camlane Press.
- Arthur Griffith, Thomas Davis, The Thinker and Teacher, M.H. Gill & Son, 1922.
- Brigadier-General Thomas Francis Meagher His Political and Military Career, Capt. W. F. Lyons, Burns Oates & Washbourne Limited, 1869
- Young Ireland and 1848,	Dennis Gwynn,	Cork University Press, 1949.
- Daniel O'Connell The Irish Liberator,	Dennis Gwynn,	Hutchinson & Co, Ltd.
- O'Connell Davis and the Collages Bill,	Dennis Gwynn,	Cork University Press, 1948.
- Smith O’Brien And The “Secession”, Dennis Gwynn, Cork University Press
- Meagher of The Sword,	Edited By Arthur Griffith,	M. H. Gill & Son, Ltd., 1916.
- Young Irelander Abroad: The Diary of Charles Hart, Ed. Brendan O'Cathaoir, University Press.
- John Mitchel: First Felon for Ireland, Ed. Brian O'Higgins, Brian O'Higgins 1947.
- Rossa's Recollections: 1838 to 1898, The Lyons Press, 2004.
- James Connolly, Labour in Ireland, Fleet Street, 1910.
- James Connolly, The Re-Conquest of Ireland, Fleet Street, 1915.
- Louis J. Walsh, John Mitchel: Noted Irish Lives, The Talbot Press Ltd, 1934.
- Life of John Mitchel,	P. A. Sillard,	James Duffy and Co., Ltd 1908.
- John Mitchel,	P. S. O'Hegarty, Maunsel & Company, Ltd 1917.
- R. V. Comerford, The Fenians in Context: Irish Politics & Society 1848-82, Wolfhound Press, 1998
- Seamus MacCall, Irish Mitchel, Thomas Nelson and Sons Ltd, 1938.
- T. A. Jackson, Ireland Her Own, Lawrence & Wishart, Ltd, 1976.
- T. C. Luby, Life and Times of Daniel O'Connell, Cameron & Ferguson.
- T. F. O'Sullivan, Young Ireland, The Kerryman Ltd., 1945.
- Terry Golway, Irish Rebel John Devoy and America's Fight for Irish Freedom, St. Martin's Griffin, 1998.
- Thomas Gallagher, Paddy's Lament: Ireland 1846-1847 Prelude to Hatred, Poolbeg, 1994.
- James Fintan Lalor, Thomas, P. O'Neill, Golden Publications, 2003.
- Charles Gavan Duffy: Conversations With Carlyle (1892), with Introduction, Stray Thoughts On Young Ireland, by Brendan Clifford, Athol Books, Belfast, ISBN 0 85034 1140.
- Brendan Clifford and Julianne Herlihy, Envoi, Taking Leave Of Roy Foster, Cork: Aubane Historical Society
- Robert Sloan, William Smith O'Brien and the Young Ireland Rebellion of 1848, Four Courts Press, 2000
- An Gorta Mor, M. W. Savage, The Falcon Family, or, Young Ireland, London: 1845, Quinnipiac University